# Творча робота
Творча робота — результат творчих зусиль людини; процес його створення. Це поняття включає образотворче мистецтво, літературу, живопис, музичне мистецтво, хореографію тощо.
Творча робота передбачає створення чогось нового та унікального (малоймовірно, що дві людини створять один і той же твір). Термін згадується у законах різних країн. Також часто використовуваний у контексті авторського права.

## Автор
Творча робота — основоположний елемент авторського права. Відповідно до Закону України «Про авторське право та суміжні права», автор — фізична особа, творчою працею якої створено твір. Твори захищаються тоді, коли в роботі є факт творчості. Проте, інша особа має право купити у автора роботу і права на неї, після цього вона стає правовласником, але не автором.

## Відображення у законодавствах

### Великобританія
У розділі 221 Закону про прибутковий податок (торгівля та інші доходи) 2005 року вираз «творчі роботи» (англ. creative works ) означає літературні, драматичні, музичні чи художні твори, або дизайни, створені платником податків особисто або разом з одним чи кількома співавторами.